# 張棨
張棨（16世紀—17世紀），字長白，號斗璽，陝西西安府乾州武功縣人，明朝政治人物。

## 生平
張棨是萬曆四十年（1612年）壬子科陝西鄉試舉人，授永平推官，裁決嚴明，因為商價事宜被降為開封知事，轉任玉田知縣；玉田距離山海關百多里，他撫恤苦於戰事的人民不遺餘力，又因為以城池不堅固，多次遇上戰亂，數月內維修完成，崇禎十一年（1638年）兵變時只有玉田保全。本來以功勞例應超陞為大理寺官員，卻被厭惡自己的官員抑壓，謫大名府經歷，再陞南川知縣，在該處愛民慎罰，政績如以往一樣，年多後以病告歸。
張棨的兒子張承烈年少豪放，很遲才願意學習，曾與李顒遊歷，派遣其子張志坦向李顒學習，張志坦早死，李顒題其墓名「篤行士」，提學許孫荃留下詩詞哀悼。

## 引用
1. 1 2  雍正《武功縣志·卷二·人物志》：張氏諱棨，字長白，號斗璽，東田曾孫，倜儻特達，有古俠士風；萬曆中舉於鄉，任永平理刑，裁決嚴明，尋坐商價左遷開封知事，未幾轉玉田知縣。玉田去山海關百餘里，民積苦兵燹，公恤撫不遺餘力，又以城不堅、數遭兵患，集議設法修之，數月而成；戊寅歲又有兵變，玉田獨得全，且有斬首功，例應超擢為寺人，素惡己者所抑，復謫大名府經歷善其職，陞南川縣愛民慎罰，視往政無異，再踰年以病歸。子承烈少豪放，晚向正學，嘗與二曲李徵君遊，遣其子志坦從學二曲，志坦早死，二曲表其墓曰「篤行士」，督學許公孫荃以詩哀之。……選舉……（萬曆）四十年壬子三人……張棨 儒珍曾孫，永平推官、玉田、南川知縣